# Акрон (Мічиган)
Акрон (англ. Akron) — селище (англ. village) в США, в окрузі Тускола штату Мічиган. Населення — 349 осіб (2020).

## Географія
Акрон розташований за координатами 43°34′0″ пн. ш. 83°30′51″ зх. д. / 43.56667° пн. ш. 83.51417° зх. д. (43.566723, -83.514295).  За даними Бюро перепису населення США в 2010 році селище мало площу 2,44 км², уся площа — суходіл.

## Демографія
Згідно з переписом 2010 року, у селищі мешкали 402 особи в 160 домогосподарствах у складі 105 родин. Густота населення становила 165 осіб/км².  Було 182 помешкання (75/км²).
Расовий склад населення:
| - 96,3 % — білих - 0,2 % — корінних американців |

До двох чи більше рас належало 3,0 %. Частка іспаномовних становила 6,2 % від усіх жителів.
За віковим діапазоном населення розподілялося таким чином: 27,9 % — особи молодші 18 років, 56,4 % — особи у віці 18—64 років, 15,7 % — особи у віці 65 років та старші. Медіана віку мешканця становила 34,8 року. На 100 осіб жіночої статі у селищі припадало 94,2 чоловіків;  на 100 жінок у віці від 18 років та старших — 89,5 чоловіків також старших 18 років.
Середній дохід на одне домашнє господарство  становив 42 055 доларів США (медіана — 39 375), а середній дохід на одну сім'ю — 45 859 доларів (медіана — 45 125). Медіана доходів становила 34 375 доларів для чоловіків та 28 750 доларів для жінок. За межею бідності перебувало 26,1 % осіб, у тому числі 34,4 % дітей у віці до 18 років та 4,2 % осіб у віці 65 років та старших.
Цивільне працевлаштоване населення становило 159 осіб. Основні галузі зайнятості: освіта, охорона здоров'я та соціальна допомога — 26,4 %, виробництво — 20,8 %, роздрібна торгівля — 15,7 %.